# Avantage en nature
 (avril 2018).
Un avantage en nature est une forme de rémunération sous forme non monétaire, prise en charge par l'employeur (pour les salariés) ou par l’État (pour les fonctionnaires ou les élus). Ce sont des biens ou services sans contrepartie financière ou contre une participation inférieure à leur valeur réelle. 

## En droit français

### Pour les salariés de droit privé
L'avantage en nature est un élément de la rémunération, soumis à cotisations sociales  et à l'impôt sur le revenu
De manière générale, l'avantage en nature doit être évalué à hauteur de sa valeur réelle (bénéfice tiré par le salarié).
Afin de faciliter leur évaluation, certains avantages en nature peuvent être évalués forfaitairement, comme le prévoit l'arrêté du 10 décembre 2002:
- La nourriture : s'il s'agit de repas payés en dehors des situations de déplacement. Le repas gratuit est donc une forme de rémunération. Dans ce cas, l'avantage en nature peut être évalué forfaitairement à hauteur de 8 euros par jour ou de 4 euro par repas.

Cet avantage en nature se différencie de la prime de panier, qui a une base non imposable si elle est inférieure au plafond (selon la coupure, de nuit, 5,5 euros ou de jour, 8 euros)
- Le logement : L'évaluation de l'avantage que constitue un logement de fonction est calculé en fonction de la rémunération du salarié et du nombre de pièces du logement.

- Le véhicule : L'entreprise dispose de deux options concernant l'évaluation forfaitaire constitué par un véhicule de fonction, selon qu'elle prenne également à sa charge ou non l'essence utilisée à titre personnel par le salarié. Si le coût de l’essence utilisée à titre personnel n’est pas pris en charge par l'entreprise, l’avantage est évalué à 30 % du coût total (location, entretien et assurance du véhicule) pour un véhicule loué. Pour un véhicule acheté, il est évalué à 9 % du coût d’achat, ce qui est réduit à 6 % pour les véhicules de plus de cinq ans. Dans ce cas, il est nécessaire de pouvoir prouver la quotité d'essence utilisée à titre personnel par le salarié. Si le coût de l’essence utilisé à titre personnel est pris en charge par la société, l’avantage est alors évalué à 40 % du coût total pour un véhicule loué. Pour un véhicule acheté, il est évalué à 12 % du coût d’achat, pourcentage qui est réduit à 9 % pour les véhicules de plus de cinq ans.

## Les avantages en nature dans les autres pays européens

### Luxembourg
Au Luxembourg, les avantages en nature complètent souvent le salaire des employés. Les plus courants sont les chèques repas, les véhicules de société et les logements de fonction. Environ 26% des salariés luxembourgeois en bénéficient, bien que ces avantages représentent moins de 2% de la rémunération totale. Les secteurs financiers et techniques sont les plus généreux en avantages en nature, tandis que les secteurs comme les services et le commerce en profitent moins. D'autres avantages en nature comprennent les remboursements des frais de transport, les places de parking, les prêts à taux préférentiels, les plans de pension complémentaires, et la prise en charge des frais de scolarité des enfants. Les avantages doivent être déclarés et sont soumis aux cotisations sociales et fiscales.